# Jazzdor
Jazzdor est une scène de musiques actuelles jazz à vocation internationale. Elle est labellisée en janvier 2013 par le Ministère de la Culture.  

## Le festival Jazzdor Strasbourg et la saison
l' association Jazzdor organise un festival de jazz actuel et de musiques improvisées de deux semaines, tous les ans au mois de novembre à Strasbourg et à Offenbourg en Allemagne. La première édition du festival Jazzdor a eu lieu en 1986 à Strasbourg.
Jazzdor organise également des concerts en saison de septembre à juin, principalement à Strasbourg, ainsi que des actions et concerts en milieu scolaire et universitaire.

## Le festival Jazzdor Strasbourg-Berlin-Dresden
Le festival Jazzdor est aussi à Berlin et Dresde en Allemagne sous le nom de Jazzdor Strasbourg-Berlin-Dresden. Jazzdor propose durant quatre jours à Berlin et deux jours à Dresden, chaque année au mois de juin, une programmation axée principalement sur le jazz français actuel et des rencontres entre musiciens, musiciennes, français, françaises et allemands, allemandes. La première édition de Jazzdor Strasbourg-Berlin a eu lieu en 2007.

## Le label Jazzdor Series
L'association Jazzdor est producteur de disques Cd, disques vinyle et Dvd, enregistrements de concerts Jazzdor en public et de musiciens et musiciennes engagés engagées par l'association Jazzdor pour des enregistrements en studio, sous le label Jazzdor Series.

## Réseaux
L'association Jazzdor est membre de A.J.C. Jazzé Croisé (ex AFIJMA, Association des Festivals Innovants en Jazz et Musiques Actuelles), AJC est un collectif de près de 80 diffuseurs (festivals, clubs, scènes labellisées) de jazz contemporain et de musique improvisée principalement en France. Jazzdor est membre de l’Europe Jazz Network, Jazzdor est membre du PROFEDIM, syndicat professionnel des producteurs, festivals, ensembles, diffuseurs indépendants de musique, Jazzdor est membre du PFMC Plateforme des musiques de création Grand Est France, Jazzdor est membre des Allumés du Jazz, association de labels français indépendants de disques de jazz.